# 第一幼児教育短期大学
第一幼児教育短期大学（だいいちようじきょういくたんきだいがく、英語: Daiichi Junior College of Infant Education）は、鹿児島県霧島市に本部を置く日本の私立短期大学。1955年南日本飛行学校として創立、1966年短期大学設置。

## 概観

### 大学全体
- 鹿児島県霧島市に所在する日本の私立短期大学で、設置主体は学校法人都築教育学園[1]。
- 1966年、学校法人坂元学園により九州工業短期大学として開学。当初は1学科で入学総定員100名体制だったが、翌年より3学科体制となる。しかし、理工系の2学科は設置後程なくして第一工科大学の工学部に譲渡されたので、保育系の学科のみとなり現在に至る。第一工業大学に併設されており、附属鹿児島第一幼稚園を持つ。1972年開通した国鉄大隅線の線路が第一工業大学との敷地の間に通っていたが、1987年の廃止後線路跡は一般道に変わっている。この道路をまたぐ歩道橋は、かつて大隅線の線路上にかかっていた。

### 建学の精神（校訓・理念・学是）
- 第一幼児教育短期大学の教育理念は「個性の伸展による人生練磨」[2]。

### 教育および研究
- 第一幼児教育短期大学は幼児教育の養成に力をいれており、短大附属幼稚園での教育実習が取り入れられている。卒業研究もある。

### 学風および特色
- 第一幼児教育短期大学では、「個性の伸展による人間教育」を重視しているところに特色がある。

## 沿革
- 1955年
  - 南日本飛行学校が創設される[3]。
- 1958年
  - 10月1日 学校法人坂元学園が認可される[4]。
- 1966年
  - 1月27日 左記を以て文部省[注 2]より短期大学の設置が認可される[注釈 1]。
  - 4月1日 九州工業短期大学（きゅうしゅうこうぎょうたんきだいがく）として以下の学科体制にて開学[注釈 1]。
    - 電子工学科 入学定員100名

  - 5月1日 学生数[6]/定員
    - 電子工学科 60[注 3]/100[7]
- 1967年
  - 4月1日 九州短期大学（きゅうしゅうたんきだいがく）に校名変更。以下の2つの学科を増設する[注釈 2]。
    - 機械工学科 入学定員50名
    - 保育科 入学定員50名[10]

  - 5月1日 学生数[11]/定員
    - 電子工学科 218[注 4]
    - 機械工学科 42[注釈 3]
    - 保育科 62[注釈 4]
- 1968年
  - 5月1日 学生数[12]/定員
    - 電子工学科 162[注 5]
    - 機械工学科 40[注釈 3]
    - 保育科 121[注釈 4]
- 1969年
  - 3月31日 左記をもって電子工学科・機械工学科が正式に廃止される[13]。
  - 4月1日 九州学院大学短期大学部（きゅうしゅうがくいんだいがくたんきだいがくぶ）に校名変更[13]。事実上の女子短期大学に移行。
- 1971年
  - 4月1日 保育科が幼児教育科に改名される[14]。
- 1976年
  - 4月1日 霧島女子短期大学（きりしまじょしたんきだいがく）に校名変更[15]。
- 1982年
  - 4月1日 幼児教育科に史上初めて男子学生が入学。
  - 5月1日 学生数[16]/定員
    - 幼児教育科 108[注 6]
- 1985年 法人名称を都築教育学園、第一幼児教育短期大学と校名変更[注 7]。
  - 5月1日 学生数[19]/定員
    - 幼児教育科 150[注釈 5]
- 1992年
  - 5月1日 学生数[注 8]/定員
    - 幼児教育科 263[注釈 5]/100
- 1999年
  - 5月1日 学生数[22]/定員
    - 幼児教育科 316[注 9]/100
- 2009年
  - 4月1日 幼児教育科の 入学定員を50→100に増員[23]。

## 基礎データ

### 所在地
- 鹿児島県霧島市国分中央一丁目10番2号

### 交通アクセス
- JR日豊本線国分駅下車。

### 象徴
- ホームページを参照。

## 教育および研究

### 組織

#### 学科
- 幼児教育科 入学定員100名

##### 過去にあった学科
- 電子工学科 入学定員100名[注釈 6]
- 機械工学科 入学定員50名[注釈 6]

#### 専攻科
- なし

#### 別科
- なし

##### 取得資格について
- 保育士資格と幼稚園教諭二種免許状が幼児教育科にて取得できる。

### 研究
- 『第一幼児教育短期大学紀要』[27]

## 学生生活

### 部活動・クラブ活動・サークル活動
- 第一幼児教育短期大学のクラブ活動
  - 体育系：バレーボール
  - 文化系：コーラスほか

### 学園祭
- 第一幼児教育短期大学の学園祭は「紅葉祭」と呼ばれ毎年、概ね11月中旬に行われ、バンド演奏やクラスの出し物、附属幼稚園によるマーチングが催されている。

### スポーツ
- バレーボール部は、2001年の第48回全日本バレーボール大学男女選手権大会（全日本インカレ）で準優勝の戦績がある。

## 大学関係者と組織

### 大学関係者一覧

#### 大学関係者
- 都築泰壽

#### 出身者
- 中尾巴美 （バレーボール選手、上尾メディックス所属）

## 施設

### キャンパス
- 図書館・厚生会館（学生食堂・レストランなどがある）等がある。

### 寮
- 第一幼児教育短期大学には女子学生を対象とした寮がある。

## 対外関係

### 主な系列校
- 第一薬科大学
- 日本経済大学
- 福岡こども短期大学
- 第一薬科大学付属高等学校
- リンデンホールスクール小学部
- リンデンホールスクール中高学部
- 福岡第一高等学校
- 鹿児島第一中学校・高等学校
- 横浜薬科大学
- 日本薬科大学
- 神戸医療福祉大学
- 第一工科大学
- 鹿児島第一幼稚園

## 社会との関わり
- 2008年11月に霧島市消防局主催の「母と子の防火記念大会」に出演している。
- 2020年度からは、社会連携センターを開設し、生涯学習やボランティア活動の推進に努めている。
- 公開講座が行われている。

## 卒業後の進路について

### 就職について
- 保育所保育士や幼稚園教員が多い。

## 附属学校
- 第一幼児教育短期大学付属鹿児島第一幼稚園